# Bleury (Eure i Loir)
Bleury és un municipi delegat francès, pertanyent al municipi nou Bleury-Saint-Symphorien, situat al departament de l'Eure i Loir i a la regió de Centre – Vall del Loira. L'any 2007 tenia 470 habitants.

## Demografia

### Població
El 2007 la població de fet de Bleury era de 470 persones. Hi havia 164 famílies, de les quals 30 eren unipersonals (15 homes vivint sols i 15 dones vivint soles), 45 parelles sense fills, 78 parelles amb fills i 11 famílies monoparentals amb fills.
La població ha evolucionat segons el següent gràfic:
Habitants censats

### Habitatges
El 2007 hi havia 202 habitatges, 165 eren l'habitatge principal de la família, 28 eren segones residències i 9 estaven desocupats. 191 eren cases i 10 eren apartaments. Dels 165 habitatges principals, 140 estaven ocupats pels seus propietaris, 17 estaven llogats i ocupats pels llogaters i 8 estaven cedits a títol gratuït; 2 tenien dues cambres, 23 en tenien tres, 36 en tenien quatre i 104 en tenien cinc o més. 136 habitatges disposaven pel capbaix d'una plaça de pàrquing. A 51 habitatges hi havia un automòbil i a 107 n'hi havia dos o més.

### Piràmide de població
La piràmide de població per edats i sexe el 2009 era:
| Homes | Edats   | Dones |
| ----- | ------- | ----- |
| 0     | 95 o +  | 0     |
| 0     | 90 a 94 | 4     |
| 0     | 85 a 89 | 0     |
| 0     | 80 a 84 | 4     |
| 0     | 75 a 79 | 4     |
| 8     | 70 a 74 | 4     |
| 16    | 65 a 69 | 12    |
| 4     | 60 a 64 | 16    |
| 16    | 55 a 59 | 12    |
| 8     | 50 a 54 | 12    |
| 20    | 45 a 49 | 12    |
| 24    | 40 a 44 | 20    |
| 24    | 35 a 39 | 20    |
| 8     | 30 a 34 | 16    |
| 8     | 25 a 29 | 12    |
| 8     | 20 a 24 | 20    |
| 16    | 15 a 19 | 12    |
| 16    | 10 a 14 | 24    |
| 8     | 5 a 9   | 20    |
| 8     | 0 a 4   | 12    |

## Economia
El 2007 la població en edat de treballar era de 310 persones, 242 eren actives i 68 eren inactives. De les 242 persones actives 228 estaven ocupades (116 homes i 112 dones) i 14 estaven aturades (7 homes i 7 dones). De les 68 persones inactives 20 estaven jubilades, 35 estaven estudiant i 13 estaven classificades com a «altres inactius».

### Ingressos
El 2009 a Bleury hi havia 173 unitats fiscals que integraven 508 persones, la mediana anual d'ingressos fiscals per persona era de 21.697 €.

### Activitats econòmiques
Dels 14 establiments que hi havia el 2007, 3 eren d'empreses de construcció, 1 d'una empresa de transport, 2 d'empreses d'informació i comunicació, 1 d'una empresa financera, 6 d'empreses de serveis i 1 d'una empresa classificada com a «altres activitats de serveis».
Dels 4 establiments de servei als particulars que hi havia el 2009, 2 eren paletes, 1 lampisteria i 1 perruqueria.
L'any 2000 a Bleury hi havia 8 explotacions agrícoles.

## Poblacions més properes
El següent diagrama mostra les poblacions més properes.